# Питаловський район
Питаловський райо́н (рос. Пыталовский район) — муніципальне утворення у складі Псковської області, Російська Федерація.
Адміністративний центр — місто Питалово.
Територія району є об'єктом територіального спору між Латвією і Росією. 27 березня 2007 року Росія і Латвія підписали договір про кордон, в ньому Латвія офіційно відмовилася від претензій на Питаловський район.

## Географія
Площа району — 1111 км². Район межує на півночі і північному сході з Островським і Палкінським, на південному сході — з Красногородським районами Псковської області РФ; на заході — c Вілякським і Балтінавським, на південному заході — з Карсавським краями Латвії.
Основні річки — Кіра, Веда, Трестянка, Кухва, Утроя, Лжа, Лади.

## Історія
У II тис. до н. е. — I тис. н. е. на території району розселяються балтські племена, а в I ст. н. е. після їх поділу на союзи племен, ці землі потрапляють в сферу впливу і освоєння латгалів. До VIII—IX ст. н. е. відносяться як поселення балтського типу в районі сучасних сіл Рогово, Карпово, так і поселення слов'янського типу в районі сіл Кокшино, Скадіно, Бухолово, Коровськ. До 1341 року відноситься перша літописна згадка про напад Лівонського ордену на Кокшинську волость, на території якої знаходився вперше письмово згадується під 1427 роком Вишгородок, де в 1476—1478 роках була побудована Вишгородецька фортеця як перша лінія оборони псковських рубежів. В 1480 лицарі Лівонського ордену напали і повністю зруйнували і фортецю, і церкву Бориса і Гліба, і перебили все населення Вишгородецкого передмістя.
У 1863 році поблизу сільця Питалово був побудований залізничний полустанок, з 1881 року — станція Петербург-Варшавської залізниці.
До 1917 року територія району була частиною Російської імперії. За Ризьким мирним договором 11 вересня 1920 року велика частина Вишгородецької і Толковської волостей, складова сучасний Питаловського район, увійшла до складу Латвії (в 1920—1925 рр. — в рамках Лудзенського, а в 1925—1944 рр. — в рамках Яунлатгальського (Абренського) повіту). У січні 1945 року територія Питаловського району була повернута до складу Російської РФСР (фактично її управління було передано владі утвореної 23 серпня 1944 року Псковської області через відсутність інших органів влади на звільнених землях під час Великої Вітчизняної війни). У травні — червні 1950 року з території Питаловського району були депортовані в Красноярський край кулаки, учасники бандформувань і члени їх сімей.
Територія району є об'єктом територіального спору між Латвією і Росією. 27 березня 2007 року Росія і Латвія підписали договір про кордон, в ньому Латвія офіційно відмовилася від претензій на Питаловський район.
Проблемою району в останні роки стали вовки, які розмножилися в умовах безлюддя і ріжуть домашню худобу.